# Mesoleius styriacus
Mesoleius styriacus là một loài tò vò trong họ Ichneumonidae.